# Neoproterozoikum
| Äon                                      | Ära                                                 | Periode    | ≈ Alter (mya) |
| später                                   | später                                              | später     | jünger        |
| ---------------------------------------- | --------------------------------------------------- | ---------- | ------------- |
| P r o t e r o z o i k u m Dauer: 1959 Ma | Neoproterozoikum Jungproterozoikum Dauer: 459 Ma    | Ediacarium | 541 ⬍ 635     |
| P r o t e r o z o i k u m Dauer: 1959 Ma | Neoproterozoikum Jungproterozoikum Dauer: 459 Ma    | Cryogenium | 635 ⬍ 720     |
| P r o t e r o z o i k u m Dauer: 1959 Ma | Neoproterozoikum Jungproterozoikum Dauer: 459 Ma    | Tonium     | 720 ⬍ 1000    |
| P r o t e r o z o i k u m Dauer: 1959 Ma | Mesoproterozoikum Mittelproterozoikum Dauer: 600 Ma | Stenium    | 1000 ⬍ 1200   |
| P r o t e r o z o i k u m Dauer: 1959 Ma | Mesoproterozoikum Mittelproterozoikum Dauer: 600 Ma | Ectasium   | 1200 ⬍ 1400   |
| P r o t e r o z o i k u m Dauer: 1959 Ma | Mesoproterozoikum Mittelproterozoikum Dauer: 600 Ma | Calymmium  | 1400 ⬍ 1600   |
| P r o t e r o z o i k u m Dauer: 1959 Ma | Paläoproterozoikum Altproterozoikum Dauer: 900 Ma   | Statherium | 1600 ⬍ 1800   |
| P r o t e r o z o i k u m Dauer: 1959 Ma | Paläoproterozoikum Altproterozoikum Dauer: 900 Ma   | Orosirium  | 1800 ⬍ 2050   |
| P r o t e r o z o i k u m Dauer: 1959 Ma | Paläoproterozoikum Altproterozoikum Dauer: 900 Ma   | Rhyacium   | 2050 ⬍ 2300   |
| P r o t e r o z o i k u m Dauer: 1959 Ma | Paläoproterozoikum Altproterozoikum Dauer: 900 Ma   | Siderium   | 2300 ⬍ 2500   |
| früher                                   | früher                                              | früher     | älter         |

Das Neoproterozoikum (= Jungproterozoikum) ist der jüngste Abschnitt des Proterozoikums. Mit dem Ende dieser Ära endet zugleich auch das Präkambrium („Erdurzeit“). Das Neoproterozoikum beginnt vor etwa 1000 Millionen Jahren und endet vor etwa 541 Millionen Jahren.

## Biologie
Während dieser Zeit entstand das vielzellige Leben auf der Erde. Mikroorganismen erschienen auf der Erde erstmals schon vor ca. 3.800 Millionen Jahren. Siehe auch Geologische Zeitskala.
Nachdem im Mesoproterozoikum bereits Einzeller mit Zellkern (Eukaryoten) erschienen waren, entstanden während des Neoproterozoikums mehrzellige Pflanzen und wirbellose Tiere in vielen verschiedenen Stämmen und bildeten die Basis für den Übergang in das Phanerozoikum, beginnend mit dem Kambrium, dem ersten Zeitalter des Erdaltertums (Paläozoikum). Während des Neoproterozoikums kam es wiederholt zur Vereisung der damaligen Äquator-nahen Kontinente, welche als Eiszeiten mit vermutlich globaler Vereisung („Schneeball Erde“) interpretiert werden.

## Untergliederung des Neoproterozoikums

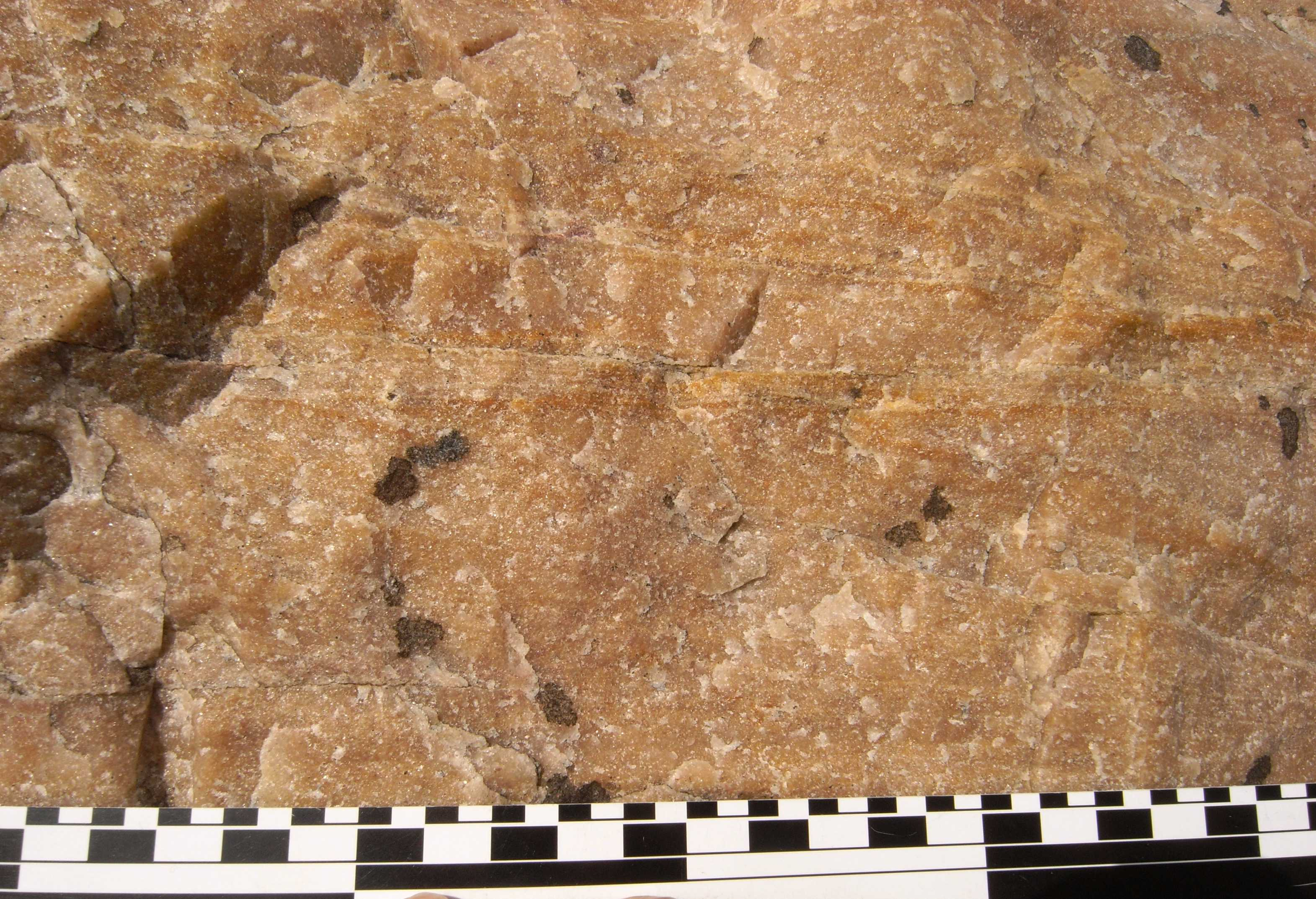
Detailaufnahme der Quarzitbank über dem Lewisian Gneiss am Aufschluss der Assyntischen Diskordanz (Nord-Schottland) – Beispiel für einen neoproterozoischen Sedimentgesteinskörper

Die Untergliederung des Neoproterozoikums:
- Äon: Proterozoikum (2500–541 mya)
  - Ära: Neoproterozoikum (1000–541 mya)
    - System: Ediacarium (635–541 mya)
    - Periode: Cryogenium (720–635 mya)
    - Periode: Tonium (1000–720 mya)

  - Ära: Mesoproterozoikum (1600–1000 mya)
  - Ära: Paläoproterozoikum (2500–1600 mya)